# Leptacinus formicetorum
Leptacinus formicetorum är en skalbaggsart som beskrevs av Johann Christian Friedrich Märkel 1841. Leptacinus formicetorum ingår i släktet Leptacinus, och familjen kortvingar. Arten är reproducerande i Sverige.